# Den sovětské okupace (Gruzie)

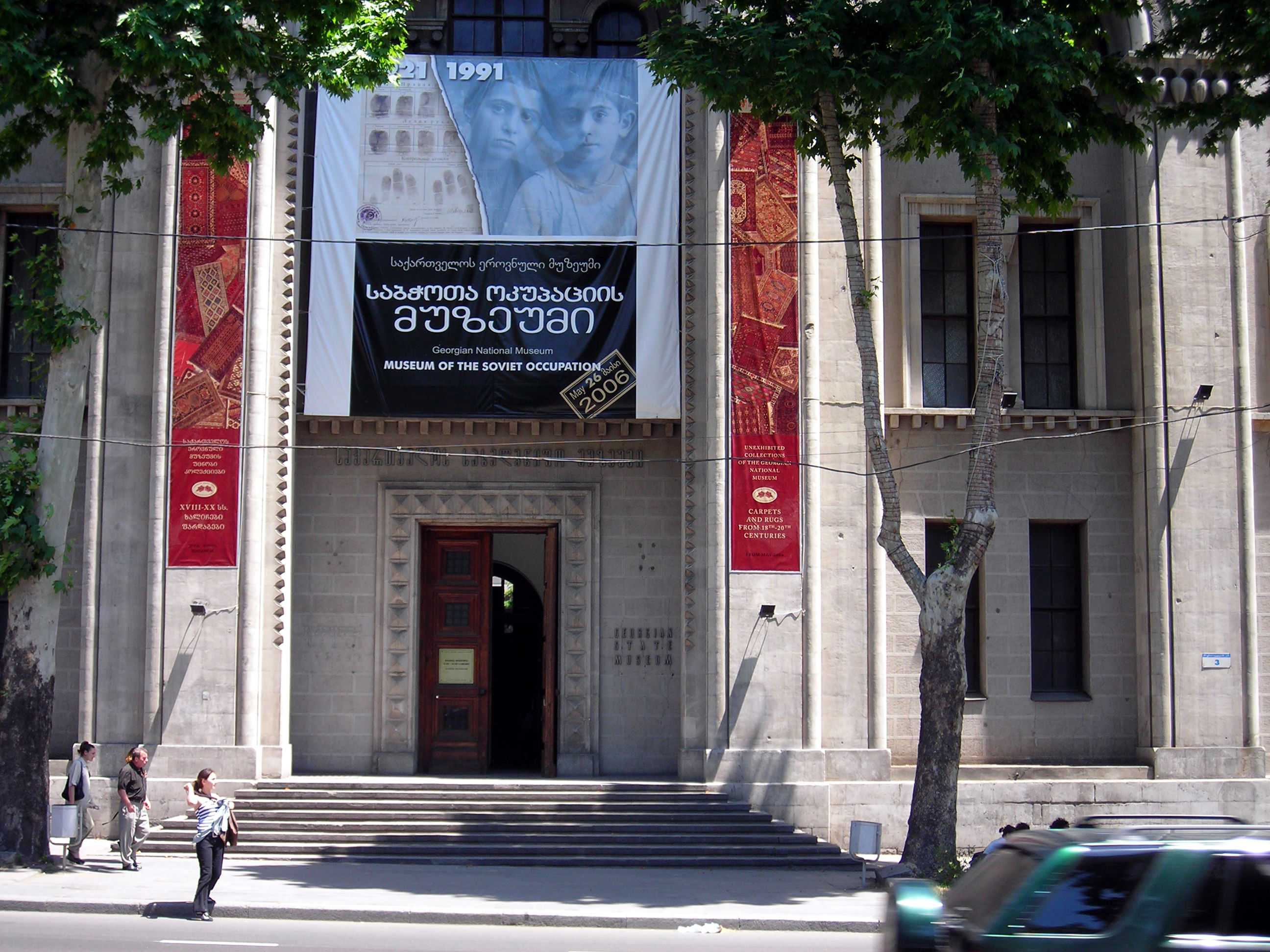
Muzeum sovětské okupace v Tbilisi

Den sovětské okupace (gruzínsky საბჭოთა ოკუპაციის დღე – sabčota okupaciis dge) je památný den, kterým si Gruzie připomíná výročí 25. února 1921, kdy Rudá armáda při své invazi dobyla hlavní gruzínské město Tbilisi, vyhlásila Gruzínskou sovětskou socialistickou republiku a do jejího čela postavila vládu bolševika Filippa Macharadzeho.
V éře Sovětského svazu, tedy do jeho rozpadu v roce 1991, byl 25. únor oficiálním státním svátkem oslavujícím vítězství Sovětů v Gruzii. V roce 2010 naopak gruzínský parlament jednomyslně schválil návrh, aby byl od roku 2011 25. únor připomínán jako připomínka stovek tisíc obětí sovětských okupantů.
Gruzie tím následovala příklad Moldávska, kde vyhlásil předseda parlamentu (a v letech 2009–2010 také prozatímní prezident) Mihai Ghimpu v roce 2010 Den sovětské okupace na 28. června, ovšem Moldavský ústavní soud jeho dekret zrušil.